# نواره‌سانان
نَواره‌سانان (نام علمی: Cingulata) نام یک راسته از فرورده جفت‌داران است.